# Colinas sangrientas
Colinas sangrientas es una película de terror estadounidense de 2009, dirigida por Dave Parker y protagonizada por Sophie Monk y William Sadler.

## Argumento
La película cuenta la historia de Tyler, un joven estudiante de cine obsesionado por una vieja película de la que tan sólo se conservan algunas fotos, un póster promocional y un tráiler.
La leyenda cuenta que la película titulada The Hills Run Red se exhibió en una única ocasión, debido al contenido extremadamente cruel y sangriento de sus imágenes. Tyler, en compañía de su novia y de su mejor amigo, decide emprender la grabación de un documental mediante el cual recuperar el legado de Colinas Sangrientas y averiguar el destino final tanto de la película como de su creador, el mítico director de cine Wilson Wyler Concannon. La única pista con la que cuenta es el paradero de la propia hija de Wilson Wyler Concannon cuyo rostro, siendo una niña, aparecía fugazmente en el tráiler de la película.

## Reparto
- Sophie Monk - Alexa Concannon
- Tad Hilgenbrink - Tyler
- William Sadler - Wilson Wyler Concannon
- Janet Montgomery - Serina
- Alex Wyndham - Lalo
- Ewan Bailey - Sonny
- Joy McBrinn - Belle
- Raicho Vasilev - Babyface
- Mike Straub - Gabe
- Hristo Mitzkov - Jimbo
- Ekaterina Temelkova - Sherri
- Danko Jordanov - Babyface Actor
- Itai Diakov - Babyface Adolescente